# 리리코스
리리코스는 아모레퍼시픽에서 출시된 대한민국의 화장품 브랜드이다.
무한한 바다의 생명력을 전하는 프레스티지 마린 코스메틱 브랜드로써  현대적인 피부 과학과 접목 시킨 제품을 출시하였다.

## 주요 제품
홈페이지 참고가능.